# Alchemilla lithophila
Alchemilla lithophila es una especie de planta del género Alchemilla, perteneciente a la familia Rosaceae.

## Taxonomía
Alchemilla lithophila fue descrita por Serguéi Yuzepchuk en 1938.

## Distribución
Se encuentra en el territorio de Crimea y Turquía.